# 856. grenadirski polk (Wehrmacht)
856. grenadirski polk (izvirno nemško 856. Grenadier-Regiment; kratica 856. GR) je bil pehotni polk Heera v času druge svetovne vojne.

## Zgodovina
Polk je bil ustanovljen 12. julija 1943 za potrebe 270. pehotne divizije.